# Boavista FC

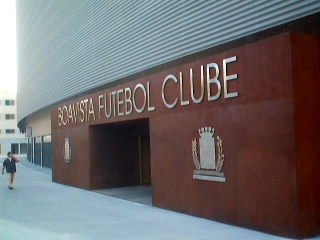
Estádio do Bessa

Boavista Futebol Clube (wym. [boɐˈviʃtɐ]) – portugalski klub sportowy mający swoją siedzibę w Porto. Oprócz sekcji piłkarskiej, która kilkakrotnie brała udział w rozgrywkach Ligi Mistrzów, działają też między innymi sekcje siatkówki kobiet i gimnastyki artystycznej. Nazwa "Boavista" pochodzi od dzielnicy Porto, gdzie jest usytuowany stadion główny. Największym sukcesem klubu jest zdobycie mistrzostwa Portugalii w sezonie 2000/2001. Rozgrywki 2007/2008 Boavista zakończyła na dziewiątym miejscu w tabeli Superligi, jednak z powodu korupcji została zdegradowana do Liga de Honra. W drugiej lidze zajęła przedostatnie miejsce i spadła do trzeciej ligi. W 2014 roku została administracyjnie przywrócona do rozgrywek najwyższego szczebla rozgrywkowego, gdzie występowała 11 lat, po czym spadła z Ligi Portugal i nie otrzymała licencji na grę na szczeblu centralnym.
Drużyna nosi przydomek "As Panteras" (Pantery).

## Sukcesy
- Mistrzostwo Portugalii: 1
  - 2000/01
- Puchar Portugalii: 5
  - 1974/75; 1975/76; 1978/79; 1991/92; 1996/97
- Superpuchar Portugalii: 2
  - 1991/92; 1996/97

## Obecny skład
Stan na 13 września 2021
| Nr | Poz. | Piłkarz                           |
| -- | ---- | --------------------------------- |
| 1  | BR   | Rafael Bracali                    |
| 2  | OB   | Reggie Cannon                     |
| 3  | OB   | Marcelo Djaló                     |
| 4  | OB   | Tiago Ilori (wyp. z Sportingu CP) |
| 6  | PO   | Javi García                       |
| 7  | NA   | Kenji Gorré                       |
| 8  | NA   | Gustavo Sauer                     |
| 9  | NA   | Petar Musa (wyp. z Slavii Praga)  |
| 10 | PO   | Miguel Reisinho                   |
| 11 | NA   | Yusupha Njie                      |
| 14 | PO   | Tomás Reymão                      |
| 17 | NA   | Manuel Namora                     |
| 18 | PO   | Ilija Vukotić                     |
| 20 | OB   | Filipe Ferreira                   |
| 21 | OB   | Jackson Porozo                    |

| Nr | Poz. | Piłkarz                                   |
| -- | ---- | ----------------------------------------- |
| 22 | OB   | Nathan Santos                             |
| 24 | PO   | Seba Pérez                                |
| 25 | OB   | Yanis Hamache                             |
| 26 | OB   | Rodrigo Abascal                           |
| 27 | NA   | Jeriel De Santis                          |
| 36 | NA   | Paul-Georges Ntep                         |
| 42 | PO   | Gaius Makouta                             |
| 51 | OB   | Breno Teixeira                            |
| 73 | NA   | Tiago Morais                              |
| 77 | NA   | Luis Santos                               |
| 78 | PO   | Alexandre Moutinho                        |
| 79 | OB   | Pedro Malheiro                            |
| 87 | PO   | Fran Pereira                              |
| 90 | BR   | Alireza Bejranwand (wyp. z Royal Antwerp) |
| 99 | BR   | João Gonçalves                            |